# 玛丽·简·凯利

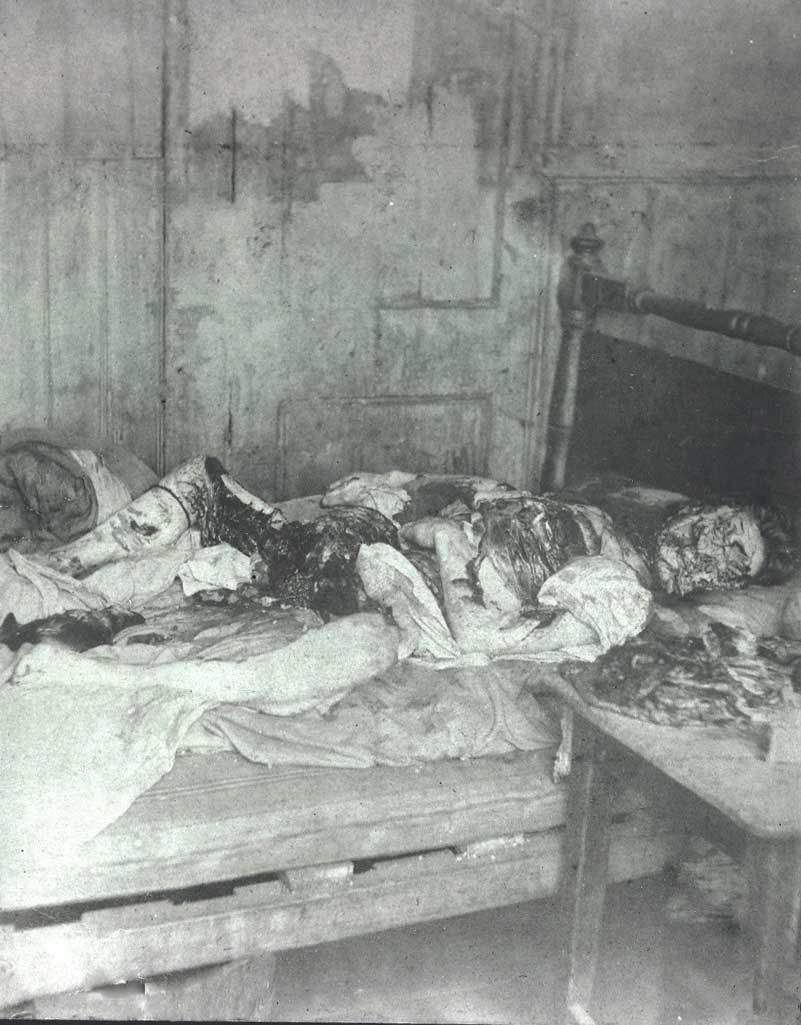
瑪麗·簡·凱利的遺體

玛丽·简·凯利（Mary Jane Kelly或Marie Jeanette Kelly，1863年—1888年11月9日），英國妓女，绰号“姜”（Ginger）、“漂亮的埃玛”（Fair Emma），是开膛手杰克的第五名受害者，也是最年轻的一位。被害时大约二十五岁，所以推断她大概出生于1863年左右；身高5.7英尺，身材结实，皮肤白皙，金发蓝眼。据说相当具有人格魅力，能说一口流利的威尔士语。
最后被目击时身着亚麻连衣裙，披着红披肩，没有戴帽子。1888年11月9日在自己的寓所里被残忍杀害。

## 生平
大部分关于玛丽身世的大多数都是从其男友约瑟夫·巴尼特（Joseph Barnett）口中得知的，在玛丽被杀前他们同居过。而这些故事则是玛丽亲口告诉他的，但其中有很多矛盾冲突的地方，很有可能被粉饰过。

### 出身背景
玛丽出生于爱尔兰利默里克卡那封郡，家中有六个或七个兄弟以及一个姐妹，其中一个兄弟亨利的在苏格兰卫队第二营服役。玛丽还曾告诉莉齐·奥尔布鲁克，她还有个亲戚在伦敦歌剧院工作。房东约翰·麦卡锡（John McCarthy）声称玛丽的母亲曾经从爱尔兰给她寄信，但她没有回信。玛丽和巴尼特曾在位於拉特克利夫公路（Ratcliffe Highway）的布里泽丘（Breezer's Hill）租房子，巴尼特说當地的房子很破败；玛丽在布里泽丘的房东卡西太太声称，玛丽的家庭出身不错，而且具有一定文艺素养，男友巴尼特也声称玛丽来自一个中等家庭。

### 生活與感情
1879年，玛丽十六岁，嫁给一名叫戴维斯（Davies）的矿工，两年后戴维斯死于矿难，没有证据表明两人育有任何子女。此后，玛丽搬到加迪夫和一个亲戚住在一起，就是在这段期间，玛丽开始成为妓女，但加迪夫警方没有关于她的任何记录。她说自己经常生病，大部分时间在医院里度过。1884年玛丽搬到伦敦，住在克里斯平街（Crispin Street）的普罗维登斯街夜间庇护所（Providence Row Night Refuge）里，日常的工作內容是帮忙打杂擦地，后来又被送到克利夫兰街（Cleveland Street）的一家店铺里打杂。据巴尼特所说，玛丽刚到伦敦就在西区的一家高级妓院里工作，在此期间她跟随一位绅士前去法国，但因為她不喜欢那里的生活，不久後回来。
1888年11月10日，也就是玛丽遇害的第二日，住在伯德特路（Burdett Road）鲍·康芒巷（Bow Common Lane）的伊丽莎白·菲尼克斯（Elizabeth Phoenix）告诉莱曼街（Leman Street）警署说，曾经有个符合对玛丽相貌描述的女人住在她亲戚在布里泽丘的出租屋里，就是在彭宁顿街（Pennington Street）。又说，玛丽是威尔士人，父母抛弃了她，她父母也都还住在加的夫，但有时又改口说玛丽是爱尔兰人，且补充说玛丽在醉酒后喜欢吵闹骂人相当令人讨厌，但在平时是个非常惹人喜爱的人。
英联社的一个记者访问布里泽丘出租公寓后写下：“她（玛丽）刚到伦敦时就认识了一个住在骑士桥街的法国女人，玛丽称呼她为朋友。正是这个法国女人使玛丽过着一种堕落的生活，走向一条不归路。玛丽自己也无所隐瞒，说曾经和这個法国女人旅居法国巴黎，玛丽觉得那段期间的生活就如一名贵族小姐一样。然而不久后又回到了伦敦东区，玛丽的噩梦开始了，后来的生活与过去有着天壤之别，在这里她又交上一个叫布琪太太的人，布琪住在拉特克利夫商业街的圣乔治街，正是这个布琪夫人培玛丽一齐前往法国女士处，取回玛丽的一些衣物和贵重物品，并把她接到了伦敦东区。”。
玛丽最终开始沉湎酗酒，这使得她成为不受欢迎的人，于是她又从圣乔治街搬到卡西太太的布里泽丘公寓。卡西太太说玛丽在她那住了一段时间，之後和一个建筑工人搬到另一个地方，而这個人可能是她丈夫。巴尼特则表示，一开始玛丽和一个叫摩根斯顿（Morganstone）的男人住在斯特普尼的煤气厂里，后来和一个叫约瑟夫·弗莱明（Joseph Fleming）的男人住在思诺格林，而弗莱明是一个石匠，他经常探望玛丽，好像很喜欢她。玛丽在米勒庭院的邻居朱莉娅·文特尼（Julia Venturney）声称，相比之下，玛丽喜欢一个和巴尼特同名、也叫做“乔”的男人，大概是一个鱼果贩子，经常造访玛丽并给她生活费。

### 同居男友
1886年的时候，玛丽住在斯皮塔福德区，思罗尔街一家叫做库利公寓（Cooley's Lodging House）的出租屋里，就是在这个时候，她認识约瑟夫·巴尼特。巴尼特是爱尔兰裔，出生于伦敦，是比灵斯盖特鱼市（Billingsgate Fish Market）的一名码头搬运工，1858年出生，於1926年逝世。朱莉娅·文特尼评价巴尼特说，他性格很好，对玛丽很友善，时常会拜访她并给她生活费。大家印象中，玛丽和巴尼特都是遵纪守法而且彬彬有礼的人，但喝醉酒之后另当别论。泰晤士裁判法院有档案记载：“1888年9月19日，玛丽·简·凯利醉酒扰乱秩序。”很可能指的就是她。
1887年4月8日星期五，基督受难日，两人第一次在商业大街的酒吧里相识，巴尼特请玛丽喝了一杯酒，两人于是决定同居。一开始他们俩住在商业大街的乔治街，之后搬到多塞特街（Dorset Street）的帕特诺斯特巷（Little Paternoster Row），因为酗酒和拖欠房租而被驱逐，于是搬到红砖巷。1888年2月或3月的时候，他们再从红砖巷搬到多塞特街米勒庭院（Miller's Court）13号房间。1888年8月底，巴尼特失業，玛丽回到街上拉客，巴尼特决定离开她。伊丽莎白·普拉特（Elizabeth Prater）表示在同年10月30日下午5至6点时，玛丽和巴尼特激烈爭吵後，巴尼特决定离开她，並搬到主教门新街24-25号布勒公寓。
巴尼特在被传讯的时候表示，自己是因为玛丽让另一个妓女来屋里住所以才离开她。在接受报社采访时，巴尼特談及：「她（玛丽）这么做真是大错特错，如果不让妓女到屋里停留，我也不至于和她分手，但她确实是出于好心，怕那些妓女挨冻受饿；我们起初相处得很好，直到她让玛丽亚、朱莉娅等妓女到屋里过夜我才搬走的。」。

## 案發前
1888年11月5日至6日的夜晚，玛丽亚·哈维（Maria Harvey）一直和玛丽呆在一起，之后她搬到多塞特街-新庭3号。11月7日周三的时候，當地居民托马斯·鲍耶（Thomas Bowyer）看见玛丽到麦卡锡的店铺里买了一根蜡烛，鲍耶是一名退伍军人并領有退伍金，受雇于麦卡锡，住在多塞特街31号。据鲍耶说，在星期三晚上，他看见一个男人和玛丽交谈，而这名男子相貌非常接近马修·帕克特（Matthew Packer）所描述的，和伊丽莎白·斯特赖德被杀那天夜里和她在一起的那名男性；該名男子相貌堂堂，穿戴整齐，他的袖口很白而且长，黑色的外衣露出白色的领子，但手上没有拿着包包。 
从1888年11月1日开始，已經分手的巴尼特又开始频繁拜访玛丽，并给她生活费。8日星期五下午7:30至7:45，他拜访玛丽；巴尼特之後说，那时候玛丽和另外一个女人呆在房间里，而巴尼特所说的这名女性大概就是住在米勒庭院2号的莉齐·奥尔布鲁克（Lizzie Albrook）。莉齐·奥尔布鲁克称：“玛丽对我说的最后一句話就是：‘无论妳做什么事情，都不要像我一样，以至于到了今天这种地步。’而以前她也时常以这句话来劝诫我不要成为街妓，她还告诉我她已经厌倦了这种腐败堕落的生活，现在她唯一所做的就是努力挣够钱，返回家乡，但是她所挣到的钱仅仅足够填饱肚子。”。
玛丽亚·哈维声称，巴尼特目击的那名女性就是她，而她在11月8日當天下午6:55时离开。當晚8:00，巴尼特离开米勒庭院回到布勒公寓玩扑克牌直到深夜12:30，之后他上床睡觉，而住在米勒庭院1号的朱莉娅·文特尼也於此時就寝。晚間8：00至11:45这段时间，没有人看到玛丽，因此無法确定这段时间她的情形如何，有传言说她与一名叫伊丽莎白·福斯特（Elizabeth Foster）的女人在十钟酒吧里喝酒；也有传言说，晚間11:00时，玛丽在布列坦尼亞酒吧里与一名留着小胡子的年轻男子共饮，玛丽喝得酩酊大醉。

## 目擊情報

### 雨夜歌聲
玛丽·安·库克斯（Mary Ann Cox），31岁，是一名妓女、孀居，住在米勒庭院5号。1888年11月8日晚間11:45分时，她从商业大街进入多塞特街，因为天气很冷，所以她回家取暖；途中她目击玛丽和一名强壮的男子走在前面，男子的年紀大约是35岁至36岁左右，身高大约5.5英尺，穿着一件长外套，头戴圆礼帽，衣冠不整的样子，脸上斑斑点点的，稍微有点络腮胡，留著黄色的小胡子，手里提着一桶啤酒。
库克斯跟在他们后面进入米勒庭院，他们俩站在玛丽家门口，库克斯走过的时候向玛丽問候一句：“晚安”，玛丽也语无伦次地回應：“晚安，我要唱歌了。”几分钟后，库克斯听到玛丽唱起爱尔兰民謠：《母亲坟头摘来的紫罗兰》；到午夜的时候，库克斯又外出，听见玛丽仍在唱歌。根据后来的验尸法医推测，玛丽在这个时候吃了一些土豆炸鱼。
凯瑟琳·皮科特是一名花贩，也是玛丽的邻居。由於皮科特感到自己被玛丽的歌声打扰，准备前去教训一下玛丽，但被她的丈夫劝阻，“放过那个不幸的女人吧。”。11月9日凌晨1:00，天空开始下雨，库克尼从外面回家，此時仍听见玛丽在唱歌，还看见她的房间里有灯火，不久后库克尼再度外出。
另一位鄰居伊丽莎白·普拉特，丈夫名叫威廉·普拉特，是一名鞋匠，两人此時已經分开五年。伊丽莎白·普拉特住在米勒庭院20号房间，也就是玛丽的楼上。11月8日當晚，普拉特站在米勒庭院的大门口等待一位男性，站着大约半小时之后，她跑到房东麦卡锡的店铺里聊天；普拉特没有听见玛丽的歌声，也没看见有人出入庭院。几分钟后，她回到自己的房间，並且在房门口放了两张椅子，之后就換衣服上床睡觉，因为她已經喝得醉醺醺的。

### 神秘男子
乔治·哈奇森，住在商业大街维多利亚工人公寓。當晚凌晨2:00时，哈奇森从罗姆福德返回，走在商业大街上，路过斯罗尔街的时候他看见一名男子，但没多加留意；在他走到花及主教街的时候，遇到玛丽，玛丽开口向他借钱：“哈奇森先生，借我六便士可以吗？”哈奇森回答说：“抱歉，不行，我去罗姆福德途中把钱都花光了。”，“再见，我要去找钱。”玛丽回答道，径直朝斯罗尔街走去。
玛丽遇到先前哈奇森看見的那名男子，男子把手搭在玛丽的肩膀上，然后对她说了一些什么，结果两人都笑了起来，哈奇森听见玛丽说：“没问题。”而男子说：“如果妳照着我的方式去做，妳会很愉快的。”男子把右手搭在玛丽的肩上朝多塞特街走去，哈奇森注意到男子的左手拿着一个小包。
在那名男子站在女王头像酒吧门口时，哈奇森借着街灯將男子详细端详一番：男子有著苍白的面孔、细微的小胡子（通缉描写则是深色的皮肤浓密的小胡子）、深色的头发和眼睛，以及浓密的眉毛，奇森形容其为犹太人相貌；头戴一顶柔软的帽子，遮住了眼睛；身着黑色的俄国羔羊皮外套，白色的领子、黑色的领带，上面別这一枚马蹄铁状胸针；穿一双黑色的靴子，上面镶嵌着白色的纽扣；马甲上吊着一条巨大的金链，镶嵌着一颗巨大的红色钻石；右手拿著羔皮手套，左手拿著包包；身高大约5.6至5.7至英尺，年龄大约35至36岁。
玛丽和男子从商业大街返回多塞特街，哈奇森跟踪他们，看見兩人站在米勒庭院门口交谈大约三分钟，接著听见玛丽说：“好的，亲爱的，跟我来，你会很舒服的。”说着便开始亲吻男子，男子也抱住了她。“我把手巾搞丢了。”玛丽接着说，男子便掏出一条红手巾递给她。
凌晨3:00，库克斯再次返回，當時下着暴雨，她看玛丽的房间已經没有燈光，她也没再听见玛丽的歌声。库克斯這次回家后没再出去，但一直没睡著，整个晚上她听见有男人走进走出的声音。在传讯的时候，她表示：“在五点差不多六点的时候，我听见有人出去的声音，但不知道到底从哪间房子出来的，也没有听到关门的声音。”。

## 案發後
當晚凌晨4:00，伊丽莎白·普拉特的宠物猫挠她的脖子，她醒来后隐约听到外面傳來一声叫喊：“啊，谋杀！”因为居民喝醉酒后经常这么喊，所以没引起她的警惕。另一位居民萨拉·路易斯那天晚上和她的朋友住在一起，也听见这声叫喊。
而居民卡罗琳·麦克斯威尔之後声称，早晨8:30左右，她看到玛丽，並能精确描述玛丽的穿着和相貌，但是这个时间超出法医飞利浦推定的死亡时间，卡罗琳則坚持自己記得的目擊时间没有错误，但她也承认自己对玛丽不熟悉。莫里斯·路易斯住在多塞特街，是一名裁缝師；莫里斯告诉新闻记者8日當晚，她在丰收酒吧看见玛丽和巴尼特在一起，她也声称第二天、也就是11月9日上午10:00时，目击到玛丽，而这也遠超出法医推定玛丽死亡的时间，她的证词完全被警方无视，亦未传讯她。
11月9日上午10:45，米勒庭院的房东麦卡锡派他的手下托马斯·鲍耶前去收取玛丽拖欠的房租，鲍耶敲了几下门，但没人应门，门锁着，于是他从玻璃已經破碎的窗口向内窥探，结果发现玛丽已經四分五裂的尸体；托马斯惊恐地將事态向房东麦卡锡報告，麦卡锡也亲自前来查看。在受到惊吓后，麦卡锡急忙跑到商业大街警察局報案，將凶案向警探沃克·贝克報告，贝克随他一同前往米勒庭院。
在等待了几小时探血犬而没结果后，麦卡锡得到警司托马斯·阿尔诺德的批准以斧頭破门而入。进入后，警察发现，玛丽的尸体穿着一件紧身睡衣，她的衣物被整齐地叠放在椅子上，靴子则放在壁炉前面。

## 验尸报告
托马斯·邦德（Dr. Thomas Bond）是警察局A区一位很出色的外科法医，当时是他检验的尸体，报告如下：
死者赤裸着躺在床的正中央，肩膀平坦但是身轴向床的左侧倾斜，头朝着左侧，对着窗户，左手前臂与后臂成正角横放在腹腔中。右手几乎被整条切下来，摆在草席上，肘关节弯曲着，前臂仰起，手握拳头，两腿叉开，左腿与躯干成正角，右腿成钝角。
整个腹腔和右大腿肉都被卸了下来，两只乳房被整个切了下来，手臂上有很多乱砍的伤痕，整张脸被切割得辨认不出容貌，喉腔被切到脊椎骨。子宫、两片肾脏、及一只乳房放置在头部下面，另一只乳房在右脚边，肝脏在两腿中间，肠子在身体的右边，脾脏在身体的左边，切割下来的腹腔肉和大腿肉放置在床头柜上。
被子在床的右下角，浸满了血液，地面上一片血泊，床右边的墙壁有几道颈部溅出的血花。脸部被划得稀烂，鼻子、脸颊、眼睑、耳朵都被切割过，嘴唇苍白，有一条切痕直接从嘴角划到脸颊。颈部被深深地切到了脊椎骨，第五第六节骨头有刻上去的刀痕，脖子有大出血迹象，气管从喉下部切到环状软骨。
两只乳房是以环状切割下来的，肋骨的肌肉还附在了上面，第五、六、七节肋骨都有刀痕，整个胸腔大开，里面清楚可见。胸腔、腹腔、盆腔被切割成三大肉块。右大腿，臀部、外生殖器的肉整个切了下来，股骨显露了出来，左大腿至膝盖的皮、筋膜及肌肉被剥了下来。手臂有很深的切痕，左手拇指有一条较浅的伤痕，大约一英寸，皮肤上有大量血迹，手背有擦伤。
右肺幾乎被卸下來，其下部被损坏，而左肺则完整无缺，肺上有小瘤。心包膜被打开，心脏失踪，腹腔里有一些已经消化了的鱼和土豆，在接近肠子的腹部肉块上也发现了同样的食物。

法医乔治·巴格斯特·菲利普斯（Dr. George Bagster Phillips）的记录如下：
死者身穿紧身睡衣，躺在床上，头往左倾斜三分之二，朝向着门。我可以肯定死者是在被杀后移动的，根据右边大量的血迹来看确实如此，其血迹都来自颈动脉，死者则死于颈动脉失血，凶手是在死者躺在右边时划破其颈动脉的，而后在向左倾斜她的身体。

## 下葬
1888年11月19日星期一，玛丽下葬于圣帕特里克罗马天主教公墓。玛丽的葬礼上只有她的房东麦卡锡的代表、前男友，以及一些生前的女性朋友、邻居参加，她的家人和亲戚都没到场。